# Max (Disney)
Maximilian "Max" Pateta (no original em inglês, Max Goof) é um personagem fictício, jovem filho do popular personagem da Disney Pateta. Apareceu pela primeira vez no curta de 1951 Fathers Are People como Pateta Jr., sendo retrabalhado para a encarnação atual na série animada Goof Troop
Max também participa no filme spin-off (A Goofy Movie) (1995) e sua sequência An Extremely Goofy Movie (2000); Mickey's Once Upon a Christmas (1999) e sua sequência Mickey's Twice Upon a Christmas (2004); e a série de TV de 2001 A Casa do Rato Mickey.
Max é um dos poucos personagens de cartoon, que não possui uma única idade em encarnações anteriores, mas aparece próximo do tempo real. Ele foi descrito como com 11 anos de idade em A Turma do Pateta, como um adolescente em A Goofy Movie, e mais recentemente, em An Extremely Goofy Movie e A casa do Mickey, como um jovem adulto. É bem diferente do pai, já que é maduro e muito esperto,e sempre fica constrangido na frente do pai,mas mesmo assim,ele adora ter um Pai Pateta. Sua mãe nunca foi revelada e sequer citada, o que sugere que Pateta é pai solteiro ou viúvo.

## Aparições

### Goof Troop
Na série Goof Troop, Max tem 11 anos e meio, é descolado, observador, amigável e melhor amigo de B.J., filho do do Bafo de Onça. Ele e B.J. estão na mesma série na escola secundária. Ele ama seu pai e está perto dele, mas deseja que ele seja um pouco mais normal. Ele usa jeans folgados, luvas brancas, tênis multicoloridos e camisa vermelha.

### A Goofy Movie
A Goofy Movie apresenta Max como um estudante adolescente do ensino médio, terminando o ano letivo antes de sair de férias de verão. Nesse filme, Max cresceu para achar os feitos de seu pai embaraçosos e também é vista por seus colegas como um nerd e um idiota; uma visão que ele procura mudar na assembléia da escola quando se veste como o astro do rock Powerline e interrompe o discurso do diretor para dançar e se apresentar ao hit "Power Out" da Powerline diante de todo o corpo discente. Além disso, Max procura atrair a atenção de sua paixão, uma garota popular chamada Roxanne, a quem Max só está convencido de que  olha através dele  e acredita na risada que herdou de seu pai ("ah-hyuck"). é para ela não gostar. Embora Max acabe detido, ele consegue não apenas impressionar os outros alunos, mas também ganhar os afetos de Roxanne, que timidamente ainda concorda com prazer em ir com ele para uma festa que será realizada no próximo sábado.
No entanto, o diretor informa o pai de Max, Pateta, sobre o mau comportamento de Max. Com medo de que seu filho esteja se tornando um delinquente, Pateta decide levar Max em uma viagem de pesca de cross-country por algum "vínculo pai-filho", para grande desgosto de Max. Antes de Pateta e Max pegarem a estrada, Max faz uma rápida visita à casa de Roxanne para explicar por que ele não pode mais ir com ela para a festa, mas acaba mentindo para ela que é porque ele está vendo a Powerline ao vivo em Los Angeles, e que ele e seu pai se juntarão ao Powerline no palco para a última música, já que, como Max afirma, Goofy e Powerline são velhos conhecidos. A culpa disso está em Max ao longo do filme, enquanto Pateta tenta se relacionar com seu filho de maneiras que acabam afastando Max ainda mais. Quando o Pateta nomeia Max o navegador oficial de sua viagem, as coisas correm muito mais suavemente para os dois, já que Max escolhe todas as paradas ao longo do caminho.
Mas, sem o conhecimento de Pateta, Max havia mudado secretamente a rota de condução no mapa para levá-los a Los Angeles, e quando Pateta descobre, ele e Max vêm à tona quando os dois finalmente deixam escapar todas as emoções contidas em cada outro antes que eles finalmente cheguem a um entendimento em que Max confessa ao pai como se sente sobre Roxanne e a mentira que ele havia contado antes. A essa altura, Max e Pateta admitem que estão presos e não gostariam de estar com mais ninguém nessa situação. Os dois chegam ao show Powerline, aparecendo (acidentalmente) no palco. No final do filme, quando os dois chegam em casa, Max revela a Roxanne que ele mentiu, admitindo que ele só queria que ela gostasse dele. Roxanne, por sua vez, confessa que já gostava de Max, revelando que a risada pateta de que Max ficou tão envergonhado foi a mesma coisa que a levou a gostar dele. Depois que o carro de Pateta explode repentinamente, ele é enviado colidindo com o teto da varanda de Roxanne, quando Max apresenta Roxanne a seu pai.

### An Extremely Goofy Movie
Na sequência em vídeo, An Extremely Goofy Movie, Max está no ensino médio e parte para a faculdade com seus melhores amigos P.J. e Bobby Zimuruski. Ele espera começar uma nova vida e participar da competição College X-Games. Ao chegar ao campus, ele e seus amigos são recebidos pelos cinco vezes campeões dos X-Games, a fraternidade Gamma Mu Mu. No entanto, como os Gammas convidaram apenas Max, e não P.J. e Bobby, para se juntar a eles, Max faz uma aposta contra o líder dos Gammas, Bradley Uppercrust III, para ver quem será o garoto-toalha do outro, ou deve ganhar os X-Games.
Enquanto isso, Pateta é demitido de seu emprego (por um acidente causado por sua síndrome do ninho vazio) e deve voltar à faculdade para se formar, pois é a única maneira de conseguir um novo emprego. Ele frequenta a mesma faculdade que seu filho, para grande consternação de Max, pois esperava finalmente se afastar da arrogância arrogante de seu pai. Eventualmente, Max consegue distrair seu pai, apresentando-a a Sylvia Marpole, bibliotecária da faculdade, que se interessa romântica por Pateta e vice-versa, enquanto Max foge para praticar seu skate. Quando Pateta marca um encontro com Sylvia, ele corre para dizer a Max apenas para interferir com a prática de Max, resultando na brecha de Bradley para interpretar mal as palhaçadas desajeitadas de Pateta no skate de Max por habilidade e oferece a adesão de Pateta aos Gammas. Max incentiva seu pai a participar, encarando-o como outra distração para manter o Pateta mais distante de suas práticas de X-Games.
Quando Pateta vence inadvertidamente Max nas rodadas classificatórias dos X-Games da faculdade (em parte graças a algumas trapaças furtivas de Bradley), Max acaba explodindo em seu pai, revelando seus desejos de se afastar dele e o afastando completamente por dizendo a ele para "deixá-lo em paz e ter sua própria vida", fazendo Pateta entrar em depressão. Quando Pateta mais tarde ouve o plano dos Gammas de trapacear nos jogos, Pateta tenta avisar seu filho, que não acredita nele, pois ele ainda o quer fora de sua vida. Mas quando fica claro para Max (durante a rodada final dos X-Games) que os Gammas realmente estavam trapaceando o tempo todo, Max percebe que Pateta estava dizendo a verdade e, sentindo remorso por renegá-lo, consegue pedir ao pai que preencha para o PJ incapacitado, que Pateta aceita alegremente. Durante o trecho final do triatlo, Bradley ativa um foguete escondido no skate de Max, causando uma explosão que acaba prendendo o colega Gamma, membro do Gamma, debaixo de alguns detritos ardentes. Max deixa de ir direto para a linha de chegada para resgatar o primeiro tanque (com a ajuda de Pateta) e, por fim, consegue apenas derrotar Bradley na linha de chegada. No final, pai e filho fazem as pazes na formatura de Pateta e Max dá a seu pai o troféu do campeonato dos X-Games como um presente de desculpas por sua cruel e egoísta renúncia, enquanto Pateta finalmente vê que Max não precisa mais de um guardião. , com Pateta (agora curado de sua síndrome do ninho vazio) indo para outro encontro com Sylvia, e finalmente deixando Max para finalmente viver sua própria vida na faculdade. O filme termina com Pateta e Sylvia andando de carro na floresta.

### Disney's House of Mouse
Na série de TV House of Mouse, Max ainda é adolescente (embora consideravelmente mais velho que em um filme pateta) e trabalha como manobrista de estacionamento do clube, e parece ser o mais calmo de todos os funcionários do clube. No entanto, isso pode ser porque seus deveres não são tão importantes quanto alguns dos outros, e suas inclusões são apenas para ajudar o resto do elenco. No entanto, em episódios que giram em torno dele ou do Pateta, suas inseguranças e falhas pessoais são muito mais visíveis e intencionais.
No episódio "Max's Embarrassing Date", Max está fora do trabalho e em um encontro com Roxanne na House of Mouse. Enquanto todo o elenco principal da Disney (Mickey, Minnie, Donald e Daisy) tentou manter o Pateta longe dos dois para não constranger Max na frente de Roxanne, eles acabaram envergonhando-o até que o Pateta finalmente o cortou para dar a Max e Roxanne alguma privacidade para a noite. Max faz uma aparição na Casa dos Vilões de Mickey quando os vilões estão entrando na Casa dos Ratos.

### Mickey's Once Upon a Christmas and Mickey's Twice Upon a Christmas
No tradicional filme de animação lançado diretamente vídeo Mickey's Once Upon a Christmas, no segmento "A Very Goofy Christmas", Max vai de bicicleta ao shopping com seu pai, Pateta, para pegar o caminhão de correio para enviar sua carta para o Papai Noel. No entanto, quando seu vizinho Pete diz a Max que Papai Noel não existe, Pateta se esforça para provar a Max que Papai Noel existe. No entanto, depois de ficar acordado a noite toda sem sorte, Pateta fica cheio de decepção, deixando Max para torcer pelo pai. No final, Papai Noel finalmente chega à alegria e admiração de Pateta e Max. Neste filme, Max é um garotinho, colocando cronologicamente "A Very Goofy Christmas" antes de todos os outros títulos em que Max aparece.
O filme animado de computador direto para vídeo Mickey's Twice Upon a Christmas (uma sequência de Mickey's Once Upon a Christmas) é atualmente a mais recente aparição de Max em qualquer mídia da Disney produzida. No segmento intitulado "Christmas Maximus", Max cresceu e se tornou um jovem adulto. Ele leva sua amiga Mona (a quem Max espera fazer sua namorada) para casa no Natal, para conhecer seu pai. Pateta os pega na estação de trem e os leva de volta para casa, onde Pateta mostra as fotos do bebê de Mona Max e sem querer envergonha Max com todo seu amor paternal. No final, como Mona considera as peculiaridades de Pateta agradáveis, Max decide esquecer seu constrangimento e se juntar à diversão.
Max aparece mais tarde (em um papel que não fala) com seu pai e os outros personagens do último segmento do filme, "Mickey's Dog-Gone Christmas", no qual eles dirigem pela cidade em um limpa-neve para procurar Pluto, que já havia fugido depois de ter irritado Mickey. Depois que Pluto retorna, todos (inclusive Max) chegam à casa de Mickey no limpa-neve, saem do limpa-neve e entram na casa para celebrar o Natal. Max e todos aplaudem Mickey e Pluto no topo da árvore de Natal com a decoração da estrela, e então todos se juntam para cantar uma pequena mistura de "We Wish You a Merry Christmas" e  "Deck the Halls" para encerrar o especial.
Durante a sequência de créditos finais, uma versão pop-up de Max e Mona é vista deslizando uma para a outra (presumivelmente para compartilhar um beijo) antes de uma versão pop-up de Pateta os cubra de vista com uma moldura contendo créditos específicos para o segmento "Christmas Maximus". Mais tarde, a imagem final de Pateta e Max segurando um livro de canções de Natal juntos no final de "Mickey's Dog-Gone Christmas" é mostrada novamente no final dos créditos, como a última vez que Max foi visto na animação da Disney pelos próximos dezesseis anos.

### DuckTales (2017)
Na série DuckTales de 2017, Pateta menciona seu filho "Maxie" pelo nome no episódio "Quack Pack!", Quando o primeiro mostra fotos dele e Max em sua carteira, com uma mostrando Max e BJ e outra com Max e Roxanne. 